# 弧光之源
《弧光之源》是由Marvelous Interactive於2007年2月8日發售的任天堂DS平台模擬角色扮演遊戲。

## 人物
Alph（CV：石田彰）
本作的男主角。與作為其唯一的親人之弟弟Theo一起，作為見習騎士於神之庭園生活的少年。
他們每天不懈地進行著訓練。是用劍和槍作戰的戰士。
Lucia（CV：平野綾）
本作的女主角。固な性格。

## 外部連結
- 官方網站 （页面存档备份，存于）（日語）
- 官方网站（英文）